# Fliegerhaube

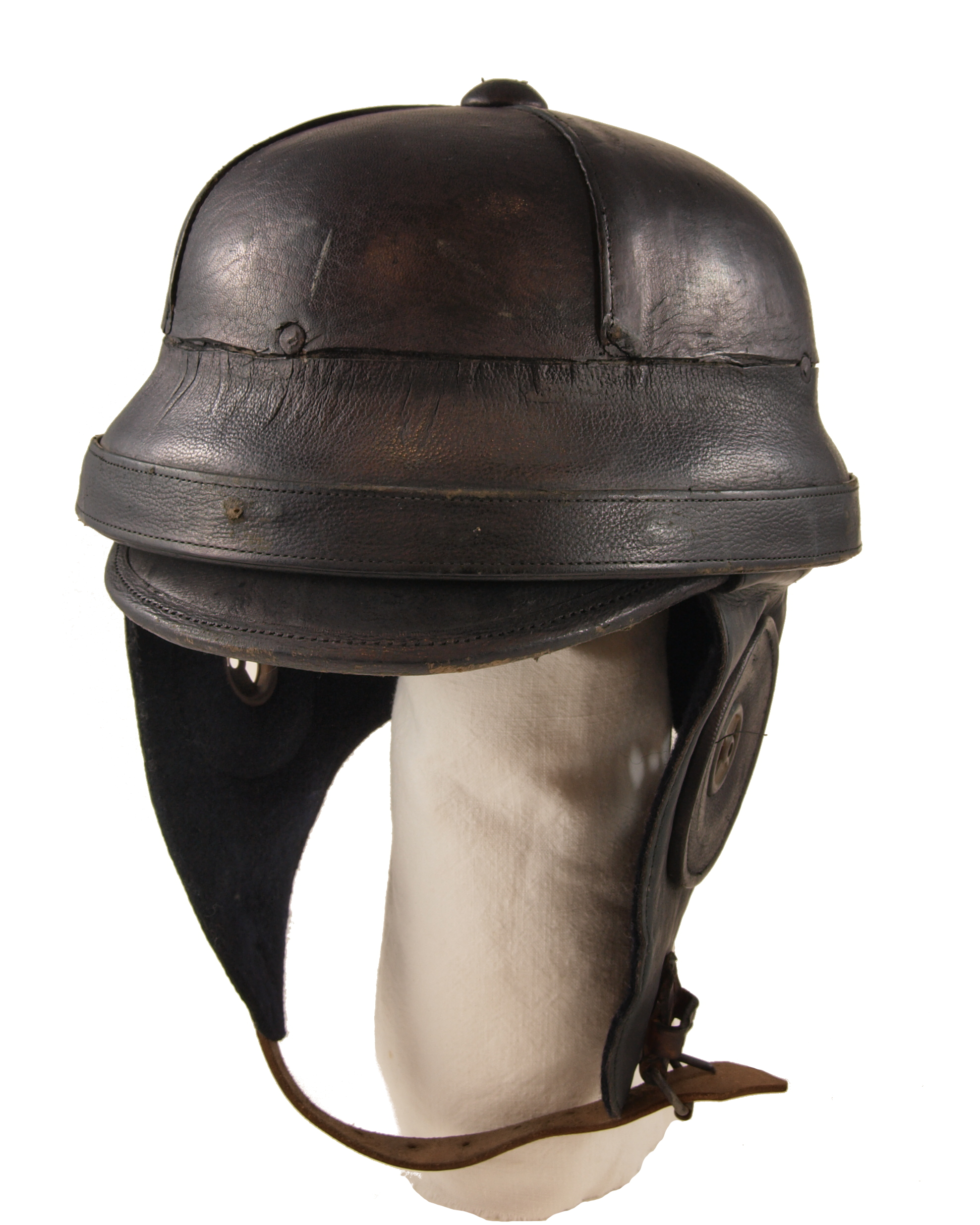
Fliegerhaube aus Leder aus den 1910er Jahren

Als Fliegerhaube (auch Fliegermütze oder Fliegerkappe) bezeichnet man eine Kopfbedeckung für Piloten von Kleinflugzeugen. Sie wurde sowohl zum Schutz vor Kälte, aber auch als Stoßschutz getragen und später zum Pilotenhelm weiterentwickelt. Bekannt wurde sie hauptsächlich durch die Verwendung in frühen Flugzeugen mit offenem Cockpit, aber auch durch die Abbildungen von Kampffliegern aus dem Ersten und Zweiten Weltkrieg.
Es handelt sich dabei um eine runde Haube aus Leder, welches teilweise gesteppt ist. Oft ist daran eine Pilotenbrille angebracht und befestigt. Kopfhörer und Mikrophon ergänzen die Ausstattung, später auch Sauerstoffmasken.
Diese Art der Pilotenmütze wird mit verstellbaren Riemen festgezurrt. Sie bedeckte die Ohren und einen Großteil der Wangen und wird unter dem Kinn zugeschnallt. Die Pilotenkappe wird zum Teil heute noch von Fallschirmspringern getragen.
Ein anderes frühes Modell erinnert an die pelzgefütterten Trappermützen.

## Bilder

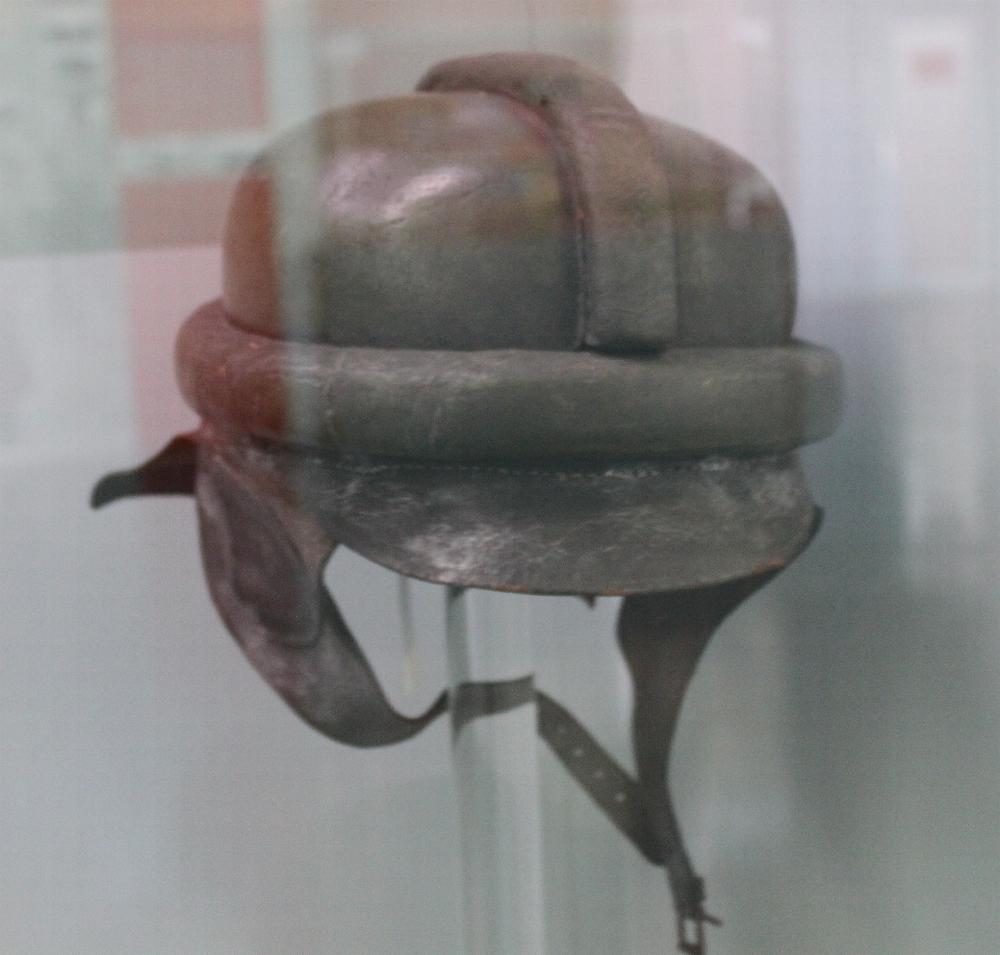
Fliegerhaube aus Leder, Modell 1914
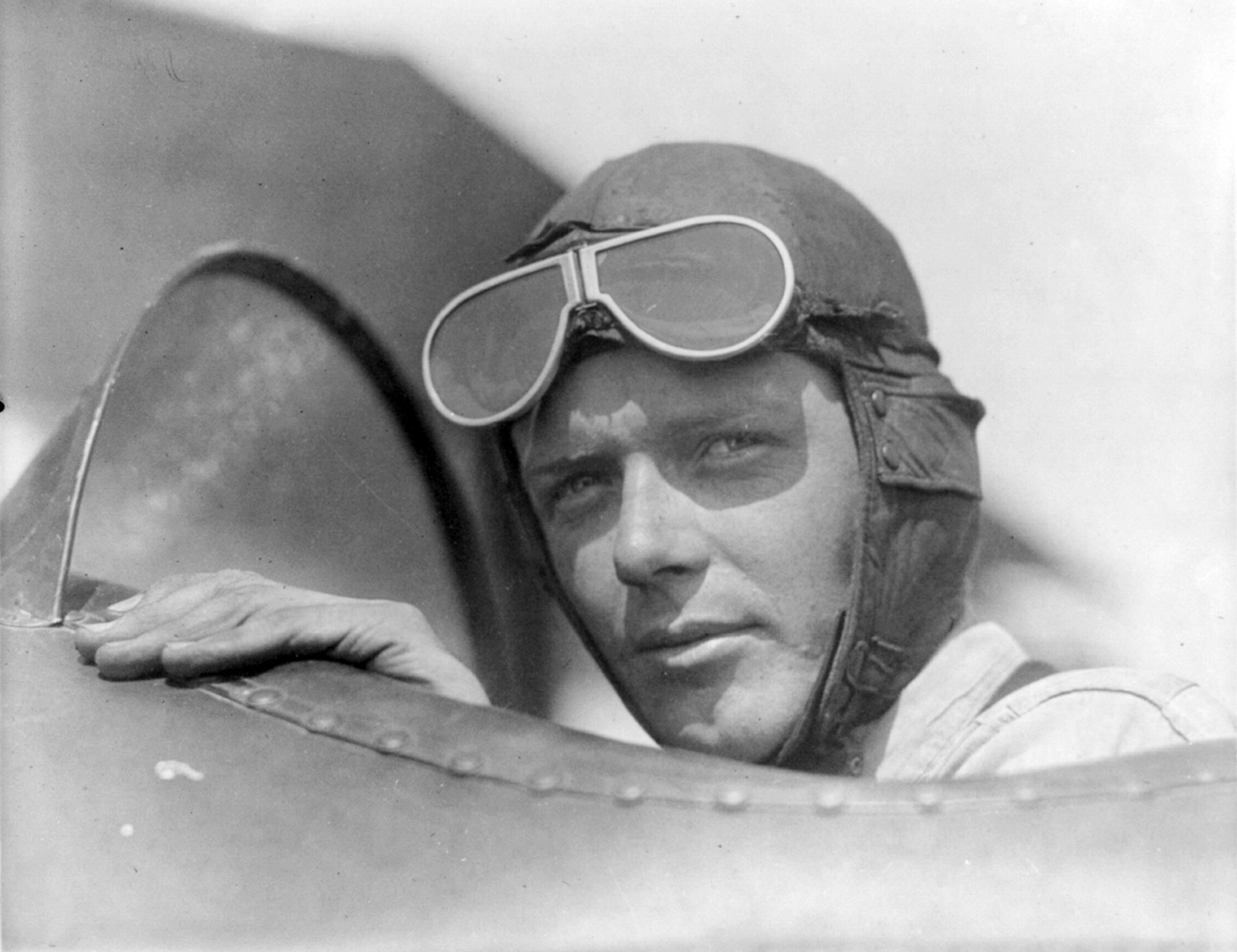
Charles Lindbergh, 1923
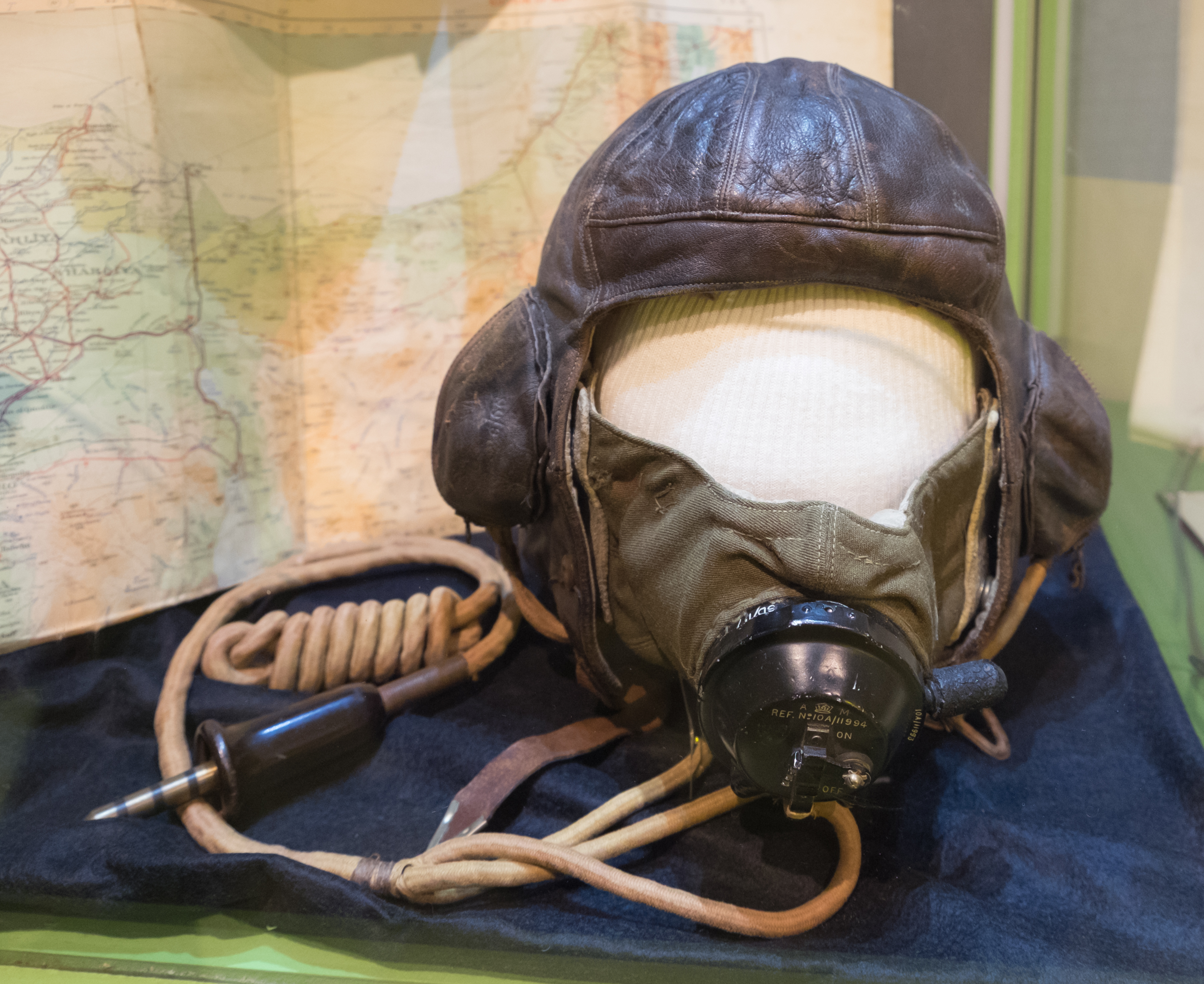
Roald Dahls RAF Fliegerhaube aus dem Zweiten Weltkrieg, mit Sauerstoffmaske und Kommunikationsmitteln